# Javier Velásquez Quesquén

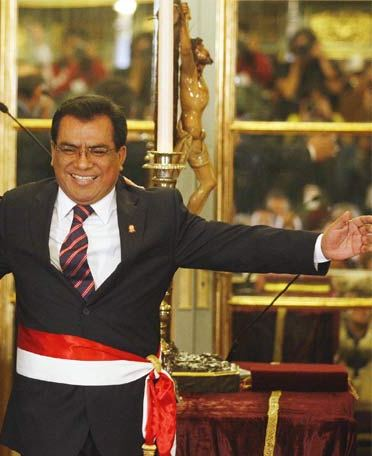
Javier Velásquez Quesquén

Ángel Javier Velásquez Quesquén (* 12. März 1960 in Distrikt Eten, Lambayeque) ist ein peruanischer Politiker. Vom 12. Juli 2009 bis 12. September 2010 war er peruanischer Ministerpräsident.

## Lebenslauf
Qusquén besuchte zunächst die Grundschule (Primário) N° 250 mit anschließendem Besuch der Oberschule (Secundario) Nicolás La Torre. Er studierte an der Päpstlichen Katholischen Universität von Peru Jura, die er mit dem akademischen Grad Master in Verfassungsrecht abschloss. Schließlich promovierte er an der Universidad Nacional Mayor de San Marcos in Rechts- und Politikwissenschaften. Nachdem er insbesondere an der Universidad de San Martín de Porres unterrichtete, übernahm er als Anwalt eine Professur an der Universidad Nacional Pedro Ruiz Gallo in Chiclayo.

## Politische Karriere
Als 20-Jähriger wurde er am 19. Mai 1980 Mitglied in der Alianza Popular Revolucionaria Americana (APRA). Im Jahr 1986 kam er als Generalsekretär der Studentenvertretung der APRA der Universität von Lambayeque erstmals in die politische Verantwortung. Sechs Jahre später, im Jahre 1992, wurde er Generalsekretär von Lambayeque. Am 12. Dezember 1994 geriet er in Chiclayo in eine Schießerei mit Mitgliedern des Leuchtenden Pfades, bei dem ihm ins Bein geschossen wurde. Einer seiner Leibwächter starb bei diesem Angriff. Im Jahr 1995 wurde er erstmals für den Zeitraum 1995 bis 2000 in den Peruanischen Kongress gewählt. Er arbeitete zunächst in einer Kommission, die für die Bereiche Finanzen, Arbeit und soziale Sicherheit zuständig war. Es folgte die Wiederwahl mit deutlichen Stimmengewinnen für den Zeitraum 2001 bis 2006. Für vier Jahre agierte er als Präsident der Kommission für Finanzen und Haushaltsplanung. Schließlich wurde er 2006 zum dritten Mal, erneut mit Stimmengewinnen, in den Kongress gewählt. In dieser Zeit wurde er von 2006 und 2007 Fraktionsvorsitzender der ARPA (Célula Parlamentaria Aprista) und außerdem ständiges Mitglied von Kommissionen und leitender Beirat in den Bereichen Finanzen und Haushalt, Justiz und Menschenrechte, sowie Verfassung und Verordnungen. 2007 bis 2008 wurde er zum Vorsitzenden der Kommission für Verfassung und Verordnungen gewählt. Schließlich wurde er im in der Zeit zwischen 2008 und 2009 Präsident des Peruanischen Kongresses. Unter seiner Federführung wurden zahlreiche wichtige Gesetze verabschiedet. Unter anderem arbeitete er an einem Gesetz zur Pflichtversicherung aller Bürger, einem Gesetz zur Entwicklung des Tourismus und Förderung von Investitionen der touristischen Infrastruktur, einem Gesetz für eine verschärfte Strafen bei Gewalt in der Familie (bis zu 15 Jahre). Am 12. Juli 2009 setzte Alan García Velásquez Quesquén als Ministerpräsidenten ein, da sein Vorgänger Yehude Simon am 9. Juli 2009 Konsequenz aus den blutigen Indio-Unruhen rund um ihren Führer Alberto Pizango zog. Am 12. September 2010 trat Velásquez im Rahmen einer größeren Kabinettsumbildung von Präsident García vom Amt zurück. Velásquez will als Kandidat der APRA für das Amt des Präsidenten kandidieren., da Alan García laut peruanischer Verfassung zur Wahl im Jahr 2011 nicht antreten darf. Sein Rücktritt vom Amt des Ministerpräsidenten erfolgte deshalb, weil alle Minister im Kongress bis zum Oktober 2010 abdanken müssen, sofern sie sich um ein Mandat im Kongress oder sonstiges Amt bei den allgemeinen Wahlen im Jahr 2011 bewerben wollen. Velásquez Quesquén wurde durch den ehemaligen Bildungsminister José Antonio Chang ersetzt.

## Wahlergebnisse
Folgende Tabelle listet die Resultate, die Javier Velásquez Quesquén in seinem Wahlkreis Lambayeque erzielte:
| Wahlen      | Zeitraum  | Kandidat                  | Partei | Anzahl der Stimmen |
| ----------- | --------- | ------------------------- | ------ | ------------------ |
| Wahlen 1995 | 1995–2000 | Javier Velásquez Quesquén | APRA   | 5.434              |
| Wahlen 2001 | 2001–2006 | Javier Velásquez Quesquén | APRA   | 39.978             |
| Wahlen 2006 | 2006–2011 | Javier Velásquez Quesquén | APRA   | 45.448             |

## Belege
1. ↑  Presidencia del Consejo de Ministros  Javier Velásquez Quesquén (Memento des Originals vom 28. August 2010 im Internet Archive)  Info: Der Archivlink wurde automatisch eingesetzt und noch nicht geprüft. Bitte prüfe Original- und Archivlink gemäß Anleitung und entferne dann diesen Hinweis. (span.)
2. ↑  Congreso de la República del Perú Biografía Javier Velásquez Quesquén (span.)
3. ↑  El Comerio (Zeitung Peru) Velásquez, un aprista marcado por el escándalo y el ascenso partidario (span.)
4. ↑  Deutsche Welle Perus Kabinettschef erklärt Rücktritt
5. ↑  Ministerpräsident tritt zurück, Der Standard vom 12. September 2010
6. ↑  RPP Cabanillas: Javier Velásquez tiene el perfil de presidente del país (span.)
7. ↑  Latina Press Peru: Alan García will erneut für Präsidentenamt kandidieren
8. ↑  Washington Times President to shuffle Cabinet this week (engl.)
9. ↑  Los Andes José Antonio Chang jurará hoy como presidente del Consejo de Ministros (span.)